# Heuschrecke 10
A Heuschrecke 10 ( magyarul: Szöcske 10 ) egy német önjárólöveg és Waffenträger (magyarul: "Fegyverhordozó") prototípus volt, amelyet Krupp-Gruson fejlesztett 1943 és 1944 között. A jármű hivatalos megjelölése 105 mm leichte Feldhaubitze 18/1 L/28 auf Waffenträger Geschützwagen IVb (Pz. Sfl. IVb) volt és a németországi Magdeburgban gyártották volna. A Heuschrecke egyediségét az önállóan, a járműtől külön is működőképes torony jelentette, melyet – telepítés után – tüzérségi lőállásként (közvetlen irányzással), vagy tábori tüzérségként (közvetett irányzással) is bevethettek volna.
A típus kutatását nehezíti, hogy több párhuzamos és egymás utáni fejlesztés is Heuschrecke vagy Heuschrecke 10 néven futott, de egyedül "105 mm leichte Feldhaubitze 18/1 L/28 auf Waffenträger Geschützwagen IVb" jutott el a prototípus fázisig.
A tervezett jármű a "Wespe"-t (10,5-cm-le.F.H. 18/2 (Sfl) auf Gw. II) kellett volna, hogy leváltsa gyártásának tervezett 1943-as leállítása után.

## Fejlődés

### Elődmodell

Sd.Kfz. 165/1

1939. szeptember vége felé Krupp megtervezte az "első igazi önjáró tüzérségi egységet", a Sonderkraftfahrzeug 165 /1-et (különleges rendeltetésű jármű 165/1, rövidítve Sd.Kfz. 165/1), de úgy is ismert mint Panzerselbstfahrlafette IV b Ausf. A, továbbá Geschützwagen IV b für 10,5-cm-le.F.H. 18/1 (Sf.). Az Sd.Kfz. 165/1 felépítése már hasonló volt a Heuschreckéhez, de még nem rendelkezett az alvázra szerelt adapterrel a torony eltávolításához. Egy tesztsorozat lefolytatása után az Sd.Kfz. 165/1-et 1940 január elején fogadta el a Wehrmacht. 1941-ben Krupp prototípusokat épített a 105 mm-es leichte Feldhaubitze 18/1 L/28 -al felszerelve (kb. könnyű tábori tarack 18/1 L/28, rövidítve leFH 18/1 L/28) a rövidített Panzer IV alvázra. A prototípusokat egy kisebb hathengeres Maybach HL66P motorral szerelték fel, melynek teljesítménye 180 LE, azaz 132 kW volt. Bár 200 járművet rendeltek, Krupp mindössze 10 prototípust készített el 1942 utolsó négy hónapjában. Ezek a keleti fronton láttak el szolgálatot.

### Változatok
A Heuschrecke 10 tervezése 1942-ben kezdődött, amikor Krupp egy új típusú önjáró tüzérségi egységet gondolt ki. 1943-ban a Krupp három prototípust gyártott le 582501-től 582503-ig terjedő sorozatszámmal, amelyeket Heuschrecke 10-ként jelöltek. A Heuschrecke kezdetben egy módosított Panzerkampfwagen IV (Panzer IV) alvázára épült, de ezt később lecserélték volna a Geschützwagen IV alvázra, melyet a Hummel önjáró fegyverhez fejlesztettek ki. Ennek előnye, hogy nem érintette volna a páncélosok termelését, és már gyártásban volt a Hummel számára. A Heuschrecke 10 tömeggyártását 1945 februárjában kezdték volna meg, de ez soha nem történt meg.
A Krupp által tervezett Heuschrecke 10 felépítésében hasonló volt a Rheinmetall-Borsig és az Alkett (Altmärkische Kettenwerk GmBH, a Rheinmetall-Borsig leányvállalata) által épített járműhöz, a 105. mm leFH 18/40/2 auf Geschützwagen III/IV, lévén ugyan arra a kiírásra készült, amely 1944 márciusában készült el. A Rheinmetall-Borsig modell összességében valamivel jobb teljesítményt nyújtott, mint Krupp járműve. Úgy döntöttek azonban, hogy a Rheinmetall-Borsig modellhez egy másik alvázat, a Panzer IV-ét használják. A gyártást 1944 októberében kellett volna elkezdeni, de az alvázat 1944 decemberében a Geschützwagen IV-re változtatták. A magdeburgi gyártást 1945 februárjában tervezték megindítani, de egy darabot sem gyártottak.

### Utódmodell
A teljesség igénye kedvéért érdemes még megemlíteni a Rheinmetal Gruson féle Heuschrecke 10 és az SdKfz 165/1-en alapuló Heuschrecke (így, szám nélkül) más néven Heuschrecke IVb, megint más néven 10,5-cm-le.F.H. 18/6 auf Geschützwagen III/IV-t, amely a Sturmhaubitze 43 rövidcsövű lövegével volt felszerelve.

### A Fejlesztés törlése
A náci főparancsnokság úgy vélte, hogy a Heuschrecke 10 gyártása megzavarná a szükségesebb páncélosok gyártását. A fegyverhordozó járművek építéséhez szükséges anyagok mennyisége olyan nagy volt, hogy a vállalatokat, így a Krupp-ot is utasították a gyártás leállítására. A fegyverhordozók többsége soha nem hagyta el a gyárat. A Heuschrecke-t a páncéloscsapatok főszemlélője, Heinz Guderian érdekesnek találta, ugyanakkor egyetértett azzal, hogy fejlesztésük nem éri meg a harckocsigyártás megzavarását. A Heuschrecke 10 fejlesztését ezért 1943 februárjában felfüggesztették.

## Típusleírás
Az alábbiak Krupp 3 prototípusáról szólnak.

### Torony

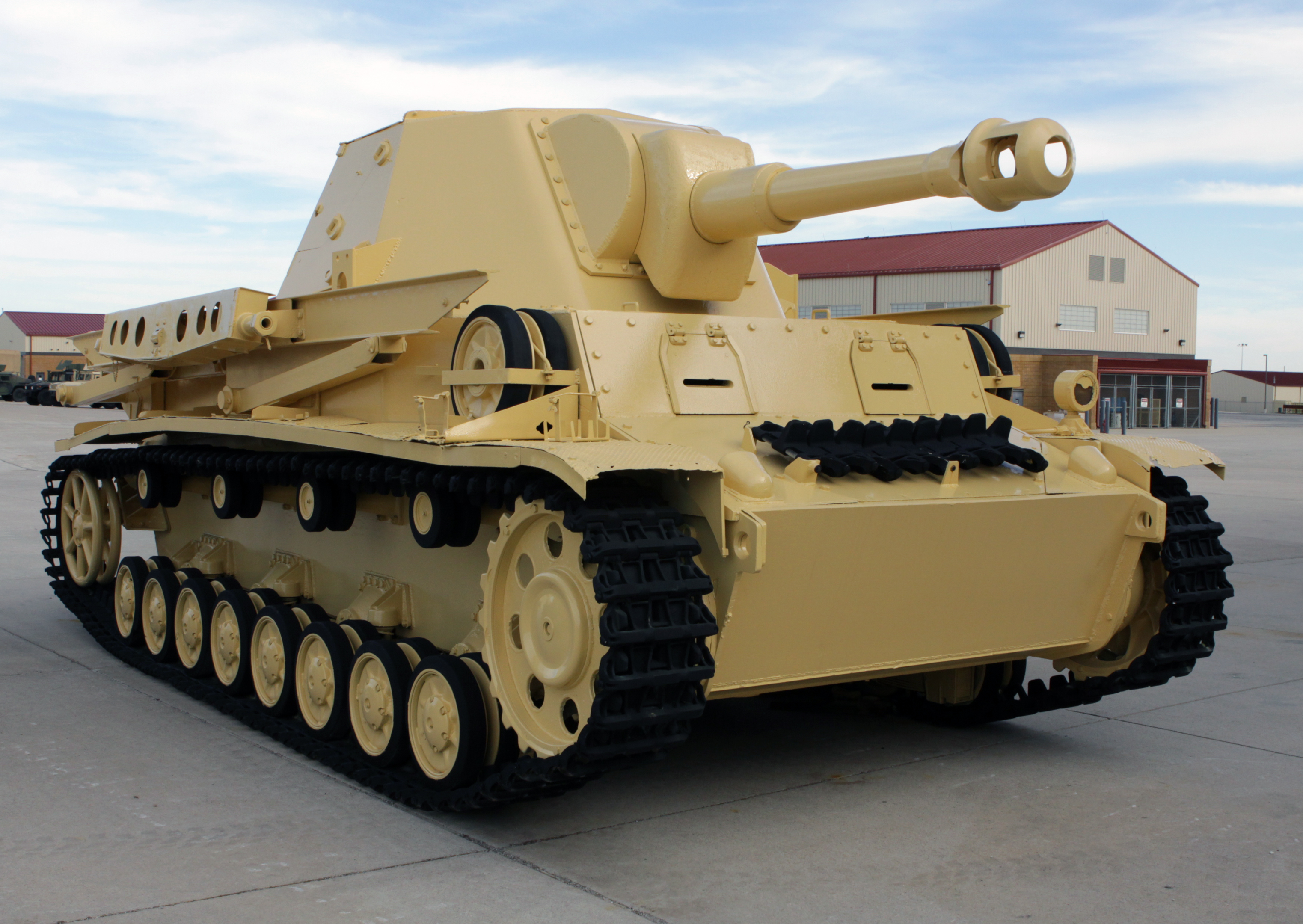
A Heuschrecke 10 a Fort Sill DoL restaurálása után.

A Heuschrecke jellegzetessége a telepíthető torony volt. Az alvázhoz rögzített emelőportál eltávolíthatja a tornyot, hogy beton erődítményen vagy talajon legyen használható. Bár a tarack az alvázról is tudott tüzelni, a járművet arra tervezték, hogy a tüzérségi eszközt egy lőállásba szállítsa, és használat előtt lehelyezze. A torony nélküli jármű ezután lőszerszállítóként vagy műszaki mentőként használható. A prototípus torony a 105 mm-es leFH 18/1 L/28-al volt felfegyverezve, a sorozatgyártású modelleknek azonban a 105 mm leFH 43 L/28-at kapták.

### Alváz és motor
A Heuschrecke hegesztett páncéltestének vastagsága 10 és 25 milliméter között változott, a páncéllapokat megdöntötték a lövedékek hatékonyabb elterelése érdekében. Nagy lőszerrekesszel rendelkezett, így a máshogy nem szállítható lőszerek hordozására is kijelölték. Az eredeti prototípus motorja  a tizenkét hengeres Maybach HL90 volt, de a sorozatgyártású modellekhez a tizenkét hengeres Maybach HL100-at választották.

## Túlélő jármű
Valószínűleg, csak egy Heuschrecke élte túl a háborút. Eredetileg az Aberdeen Proving Grounds-on állították ki. Innen az oklahomai Fort Sillben található Fort Sill Field Artilery Museum-ba, Fort Sill Tábori Tüzérségi Múzeumba szállították több más második világháborús önjáró löveggel együtt. Nem sokkal azután, hogy 2012-ben megérkezett Fort Sillbe, a Grasshopper 10- et a Fort Sill Logisztikai Igazgatóság festőüzeme restaurálta.

## Specifikációk összehasonlítása
| Specifikáció                           | Sonderkraftfahrzeug.165/1 | Krupp-Gruson | Rheinmetall-Borsig |
| -------------------------------------- | --- | --- | --- |
| Tömeg                                  | 18 tonna | 23 tonna | 25 tonna |
| Személyzet                             | 4 | 5 | 5 |
| Motor                                  | Maybach HL 66 6-hengeres 180 LE, 134 kW | Maybach HL 108 12-hengeres 250 LE, 184 kW | Maybach HL 90 12-hengeres 300 LE, 221 kW |
| Sebesség                               | 35 km/h | 45 km/h | 45 km/h |
| Hatótáv                                | Road: 240 km Cross-country: 130 km | Road: 300 km | Road: 300 km |
| Üzemanyag kapacitás                    | 410 liters | | |
| Hosszúság                              | 5,90 méter (19,4 ft) | 6,00 méter (19 ft 8 in) | 6,80 méter (22 ft 4 in) |
| Szélesség                              | 2,87 méter (9 ft 5 in) | 3,00 méter (9 ft 10 in) | 3,00 méter (9 ft 10 in) |
| Magasság (löveggel)                    | 2,25 méter (7 ft 5 in) | 3,00 méter (9 ft 10 in) | 2,90 méter (9 ft 6 in) |
| Fegyverzete                            | 105 mm leichte Feldhaubitze 18/1 L/28 | 105 mm leichte Feldhaubitze 18/1 L/28 | 105 mm leichte Feldhaubitze 18/40/2 L/28 |
| Lőszerkészlet                          | 60 | 60 | 80 |
| Páncélzat Vastagsága (mm)/ Szöge (fok) | - Felépítmény Front: 30/10 - Test Front: 30/12 - Torony Front: 20/20 - Lövegpajzs: 20/0-70 - Felépítmény oldala: 14.5/0 - Test oldala: 14.5/0 - Torony oldala: 14.5/15 - Felépítmény hátulja: 14.5/20 - Test hátulja: 14.5/10 - Torony hátulja: 14.5/10 - Felépítmény teteje: 10/90 - Test teteje/alja: 14.5/90 - Torony teteje: nyitott | - Test - Front 30/20 - Oldalt: 16/0 - Hátul: 16/20 - Felül/Alul: 10/90 - Torony - Front: 30 at 30° - Lövegpajzs: 30 - Oldalt és hátul: 16 at 20–25° - Felül: nyitott - Felépítmény - Felül 10/90 - Front: 30 at 20° - Oldalt: 16/0 - Hátul: 16/20 | - Test - Front: 20/20 - Oldalt: 20/0 - Hátul: 20/10 - Felül/Alul: 10/90 - Torony - Front: 10/25 - Lövegpajzs: 10/0 - Oldalt: 10/25 - Hátul: 10/12 - Felül: nyitott - Felépítmény - Felül: 10/90 - Front : 30/20 - Oldalt : 10/0 - Hátul: 10/10 |